# Franco Nones
Franco Nones (* 1. února 1941 Castello-Molina di Fiemme) je bývalý italský běžec na lyžích, závodící v letech 1960–1972. Byl příslušníkem italské finanční stráže, později si otevřel vlastní obchod se sportovním vybavením.
Získal šestnáct titulů mistra Itálie. Na Zimních olympijských hrách 1964 obsadil desáté místo v běhu na 15 km a byl pátý ve štafetě. Na mistrovství světa v klasickém lyžování 1966 získal s italskou štafetou bronzovou medaili a na 30 km byl šestý. Na Zimních olympijských hrách 1968 se stal překvapivým vítězem závodu na 30 km: bylo to vůbec první olympijské zlato v běhu na lyžích, které putovalo jinam než do Skandinávie nebo SSSR. Na olympiádě v Grenoblu Nones také skončil šestý ve štafetě a na 36. místě v běhu na 15 km. Na mistrovství světa v klasickém lyžování 1970 byl s italskou štafetou šestý. Na Zimních olympijských hrách 1972 ovlivnilo jeho výkon onemocnění a obsadil v běhu na 15 km až 40. místo.
Italská režisérka Lia Giovanazzi Beltrami o něm natočila životopisný film Zlatá stopa.